# Saaleaue bei Groß Rosenburg
Saaleaue bei Groß Rosenburg este o arie protejată (arie specială de conservare — SAC, sit de importanță comunitară — SCI) din Germania întinsă pe o suprafață de 538 ha, integral pe uscat.

## Localizare
Centrul sitului Saaleaue bei Groß Rosenburg este situat la coordonatele 51°55′09″N 11°46′49″E / 51.9192°N 11.7803°E.

## Înființare
Situl Saaleaue bei Groß Rosenburg a fost declarat sit de importanță comunitară în octombrie 2000 pentru a proteja 11 specii de animale. Situl a fost protejat și ca arie specială de conservare în decembrie 2018.

## Biodiversitate
Situată în ecoregiunea continentală, aria protejată conține 5 habitate naturale: Liziere de ierburi înalte hidrofile de câmpie și de nivel montan până la alpin, Fânețe de joasă altitudine (Alopecurus pratensis, Sanguisorba officinalis), Păduri de stejar sau de stejar și carpen sub-atlantice și medio-europene de Carpinion betuli, Păduri aluvionare cu Alnus glutinosa și Fraxinus excelsior (Alno-Padion, Alnion incanae, Salicion albae), Păduri mixte riverane de Quercus robur, Ulmus laevis și Ulmus minor, Fraxinus excelsior sau Fraxinus angustifolia, de-a lungul marilor râuri (Ulmenion minoris).
La baza desemnării sitului se află mai multe specii protejate:
- amfibieni (2): buhai de baltă cu burta roșie (Bombina bombina), triton cu creastă (Triturus cristatus)
- mamifere (3): liliac cârn (Barbastella barbastellus), castor (Castor fiber), vidră de râu (Lutra lutra)
- nevertebrate (2): croitorul mare al stejarului (Cerambyx cerdo), Ophiogomphus cecilia
- pești (4): avat (Aspius aspius), Cobitis taenia Complex, boarță (Rhodeus amarus), Romanogobio belingi

Pe lângă speciile protejate, pe teritoriul sitului au mai fost identificate 3 specii de plante, 7 specii de amfibieni, 3 specii de nevertebrate, 4 specii de pești.